# World of Outlaws
A World of Outlaws é uma associação automobilística com sede em Concord, na Carolina do Norte, nos Estados Unidos, a associação organiza duas principais categorias, a World of Outlaws Sprint Car Series, que utiliza sprint cars com asa, e a World of Outlaws Late Model Series, que utiliza stock cars late models, são categorias que correm primariamente em circuitos ovais de terra.

## Sprint Car Series

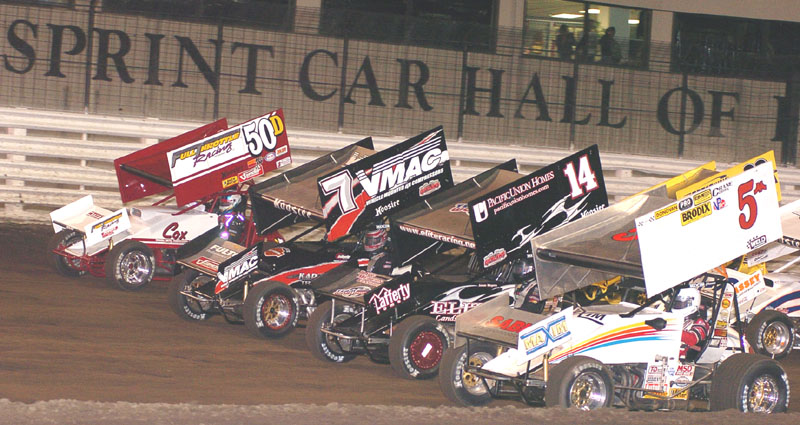
Corrida da Sprint Car Series.

É a principal categoria da WoO, criada em 1978 sendo a primeira categoria de sprint cars a nível nacional, possui mais de 90 corridas por temporada, os carros possuem um grande aerofólio e produzem aproximadamente 900 HP de potência.

## Late Model Series

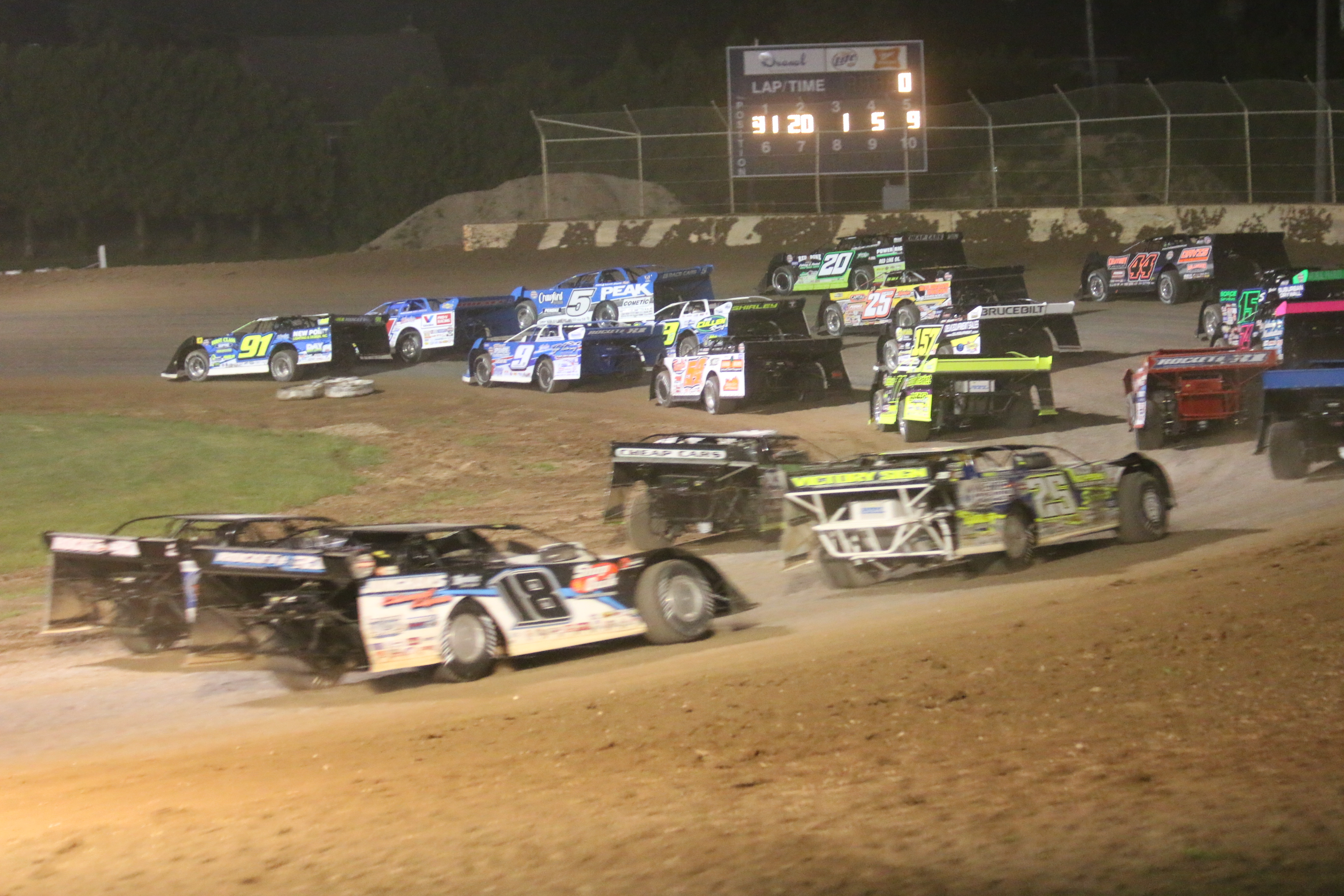
Corrida da Late Model Series.

Categoria criada em 2004, utiliza carros com aproximadamente 800 HP de potência.